# Шанн, Эдгар
Эдгар Шанн (фр. Edgar Shann; 1919—1984) — швейцарский гобоист.
Учился в Цюрихской и Парижской консерваториях. В 1941 г. выиграл Международный конкурс исполнителей в Женеве, разделив первое место с Юбером Фокё, в 1946 г. добился этого же успеха уже единолично. Выступал и записывался с оркестрами под управлением Вильгельма Фуртвенглера и Иегуди Менухина. В 1957 г. основал в городке Лютри цикл Баховских концертов, полностью посвящённых творчеству Иоганна Себастьяна Баха, и был художественным руководителем этого цикла до 1980 г., когда по состоянию здоровья был вынужден передать руководство проекта Арпаду Герецу; среди наиболее постоянных участников этого цикла были такие заметные музыканты, как Карл Рихтер и Орель Николе.